# Canton de Lézardrieux
Le canton de Lézardrieux est une ancienne division administrative française, située dans le département des Côtes-d'Armor et la région Bretagne.

## Composition
Le canton de Lézardrieux regroupait les communes suivantes :
- Kerbors ;
- Lanmodez ;
- Lézardrieux ;
- Pleubian ;
- Pleudaniel ;
- Pleumeur-Gautier ;
- Trédarzec.

## Démographie
| 1962   | 1968  | 1975  | 1982  | 1990  | 1999  | 2006  | 2011  | 2012  |
| ------ | ----- | ----- | ----- | ----- | ----- | ----- | ----- | ----- |
| 10 319 | 9 922 | 9 217 | 9 028 | 8 513 | 8 215 | 8 090 | 8 154 | 8 091 |

## Représentation

### Conseillers généraux de 1833 à 2015
- De 1833 à 1848, les cantons de La Roche-Derrien et de Lézardrieux avaient le même conseiller général. Le nombre de conseillers généraux était limité à 30 par département[3]

| 1833           | 1848 (décès) | Pierre-Marie Le Provost de Launay    | Majorité gouvernementale | Propriétaire Maire de Pontrieux puis de Lanmodez Député (1830-1831 et 1832-1837)                                        |  |  |  |  |
| 1848           | 1871         | Paul Marie Le Troadec (1815-1872)    |                          | Notaire à Pleudaniel Maire de Lézardrieux (1871-1873) Conseiller d'arrondissement (1839-1848)                           |  |  |  |  |
| 1871           | 1877         | Daniel-Augustin Guézenec (1829-1907) |                          | Docteur-médecin à Tréguier                                                                                              |  |  |  |  |
| 1877           | 1884         | François Geffroy                     | Républicain              | Notaire à Pleubian |  |  |  |  |
| 1884           | 1889         | Jean-Marie Le Berre                  | Républicain              | Maire de Lézardrieux (1882-1888)                                                                                        |  |  |  |  |
| 1889           | 1931         | Paul Le Troadec                      | Républicain puis Rad.    | Propriétaire agricole Maire de Lézardrieux (1892-1919) Député (1893-1921) Sénateur (1920-1930)                          |  |  |  |  |
| 1931           | 1940         | Yves Bouguen                         | RG                       | Médecin Maire de Pleubian (1935-1944) Sénateur (1939-1945)                                                              |  |  |  |  |
|                |              |                                      |                          | |  |  |  |  |
| 1945           | 1958         | Yves Jézequel                        | UDSR                     | Administrateur des Colonies Ancien maire de Trédarzec (1919-1923) Maire de Lézardrieux (1947-1959) Sénateur (1948-1959) |  |  |  |  |
| 1958           | 1960 (décès) | Édouard Le Marec                     | MRP                      | Colonel Maire de Pleudaniel                                                                                             |  |  |  |  |
| 1960 (18 déc.) | 1970         | Marcel Le Corre (1925-2014)          | DVG                      | Pharmacien Maire de Lézardrieux (1959-1995)                                                                             |  |  |  |  |
| 1970           | 1976         | Yves Le Chevanton                    | DVD                      | Ancien administrateur des affaires d'outre-mer, Pleubian                                                                |  |  |  |  |
| 1976           | 2001         | Jean-Yves Simon (1941-2014)          | PS                       | Pharmacien Maire de Pleubian (1983-1995) Suppléant du député Pierre Jagoret (1978-1986)                                 |  |  |  |  |
| 2001           | 2015         | Yves Le Roux                         | PS                       | Instituteur Conseiller municipal de Lanmodez Suppléant du député Alain Gouriou (2002-2007)                              |  |  |  |  |

### Conseillers d'arrondissement (de 1833 à 1940)
| Période | Période          | Identité                        | Étiquette           | Qualité                                  |
| --- | ---------------- | ------------------------------- | ------------------- | ---------------------------------------- |
| 1833 | 1939             | Charles Le Béver (1776-1843)    |                     | Cultivateur, rentier, maire de Trédarzec |
| 1839 | 1848             | Paul Marie Le Troadec           |                     | Notaire, maire de Pleudaniel             |
| |                  |                                 |                     |                                          |
| av.1856 | 1857 (décès)     | Guillaume Nicolazic (1817-1857) |                     | Propriétaire à Lanmodez                  |
| 1857 | 1871             | Henry Moreau                    |                     | Propriétaire à Pleumeur-Gautier          |
| 1871 |                  | Yves Marie Doré                 |                     | Propriétaire à Pleumeur-Gautier          |
| |                  |                                 |                     |                                          |
| | 1885 (démission) | M. Kerroux                      |                     |                                          |
| |                  |                                 |                     |                                          |
| 1901 | 1904             | M. Geffroy                      | Républicain         |                                          |
| 1904 |                  | Hippolyte Potin                 | Républicain         | Maire de Pleubian                        |
| 1922 | 1928             | Louis Le Tallec                 | Rad.                | Instituteur retraité à Lanmodez          |
| 1928 | 1934             | Jean-François Le Guillou        | Union nationale-PDP |                                          |
| 1934 | 1940             | Pierre Jacob                    | Radical-Rad.ind.    | Cultivateur, maire de Kerbors            |
| Les conseils d'arrondissement ont été suspendus par la loi du 12 octobre 1940 et n'ont jamais été réactivés |                  |                                 |                     |                                          |
| Les données manquantes sont à compléter.                                                                    |                  |                                 |                     |                                          |